# Faro Cabo Espíritu Santo
El Faro Cabo Espíritu Santo es un faro perteneciente a la red de faros de Chile. Administrado por la Armada de Chile, y  se  ubica en el Cabo Espíritu Santo accidente geográfico,  localizado en  la costa nororiental de  Isla de Tierra del Fuego en la Región de Magallanes. en la  entrada sur de la boca atlántica del Estrecho de Magallanes,  Faro habitado. 